# Clonius
Clonius (Oudgrieks: Κλονίος, Klonios) was in de Ilias van Homerus een Griekse held uit Boeotië. Hij werd tijdens de Trojaanse Oorlog gedood door Agenor.